# Кембрийский взрыв
| млн. лет | Период    | Эра             | Эон               |
| -------- | --------- | --------------- | ----------------- |
| 2,58     | Чет-ный   |                 |                   |
| 2,58     |           | Кай но зой      | Ф а н е р о з о й |
| 23,04    | Неоген    | Кай но зой      | Ф а н е р о з о й |
| 66       | Палеоген  | Кай но зой      | Ф а н е р о з о й |
| 143,1    | Мел       | М е з о з о й   | Ф а н е р о з о й |
| 201,4    | Юра       | М е з о з о й   | Ф а н е р о з о й |
| 251,902  | Триас     | М е з о з о й   | Ф а н е р о з о й |
| 298,9    | Пермь     | П а л е о з о й | Ф а н е р о з о й |
| 358,86   | Карбон    | П а л е о з о й | Ф а н е р о з о й |
| 419,62   | Девон     | П а л е о з о й | Ф а н е р о з о й |
| 443,1    | Силур     | П а л е о з о й | Ф а н е р о з о й |
| 486,85   | Ордовик   | П а л е о з о й | Ф а н е р о з о й |
| 538,8    | Кембрий   | П а л е о з о й | Ф а н е р о з о й |
| 4570     | Докембрий | Докембрий       | Докембрий         |

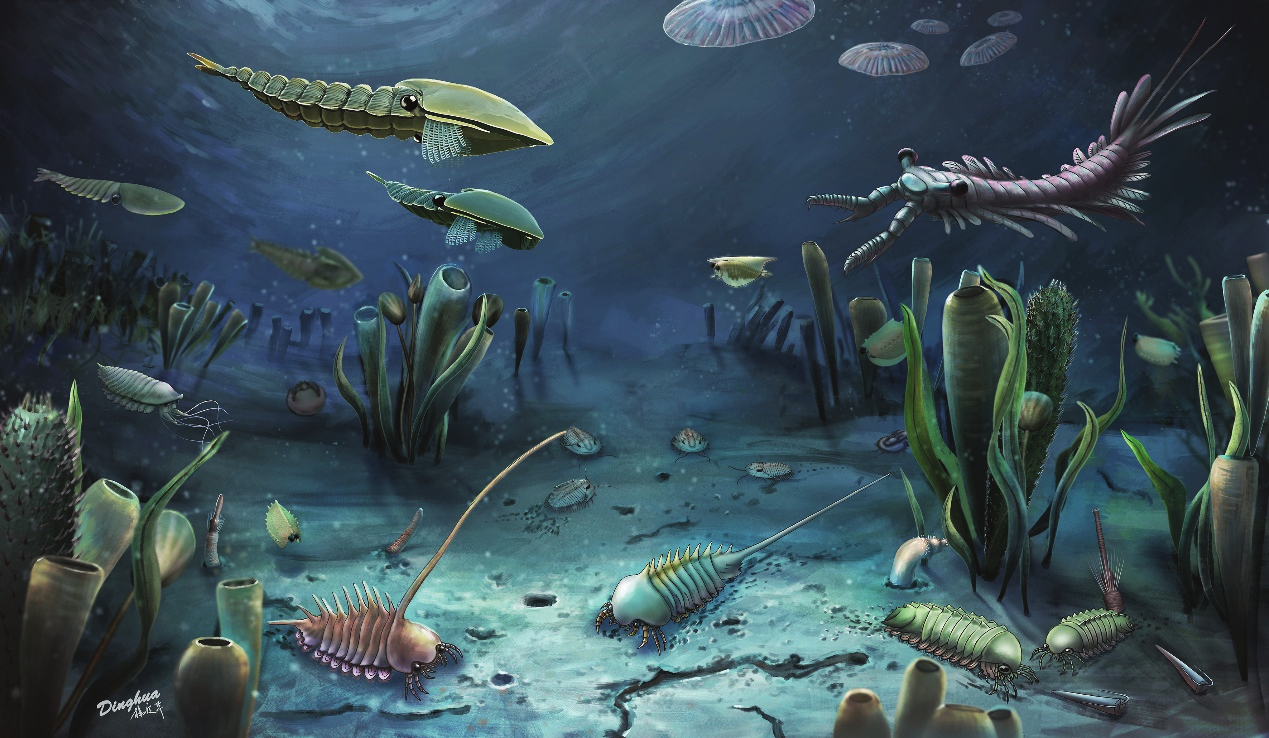
Жизнь в кембрийских океанах северного Китая в представлении художника. Все представленные здесь организмы появились в результате кембрийского взрыва

Кембрийский взрыв (англ. Cambrian explosion, Cambrian radiation, Cambrian diversification), взрыв скелетной фауны, реже Биологический Большой взрыв (англ. Biological Big Bang) — резкое увеличение количества ископаемых остатков живых существ в отложениях начала кембрийского периода (около 538,8 млн лет назад). В отложениях предыдущих времён (докембрий) следы существования животных встречаются намного реже.
Именно в кембрии в палеонтологической летописи появляются останки животных многих типов, в частности, хордовых, членистоногих, уверенно опознаваемых моллюсков и иглокожих. Это может свидетельствовать о внезапном увеличении биоразнообразия либо о появлении у большого числа организмов минерализованных структур (раковин, экзоскелетов), хорошо сохраняющихся в ископаемом состоянии.
Важнейшим фактором кембрийского взрыва была так называемая скелетная революция — появление у организмов экзоскелета, что во многом связано с фиксацией нового типа отношений в природе: «хищник — жертва». Собственно, первые достоверные следы хищничества известны ещё из позднего эдиакарского периода, к этому же времени относится и появление в палеонтологической летописи первых живых организмов с минерализованным наружным скелетом, предназначенным для защиты (рифообразующие клаудины). Однако в кембрии эти новые принципы взаимоотношений между животными распространяются повсеместно, на их основе начинают строиться все основные экосистемы. В результате начинается новый виток эволюции, связанный с выработкой приспособлений к хищничеству и защите от хищников. В частности, значительное развитие получают органы чувств — у многих животных появляются довольно совершенные глаза (например, у аномалокариса и опабинии) и мозг.
Термин «взрыв» был введён до открытия докембрийских хайнаньской и эдиакарской биот (у которой тоже был свой эволюционный взрыв), по мнению некоторых учёных, являющихся связующими звеньями  между наиболее примитивными многоклеточными живыми организмами, известными начиная с палеопротерозоя (например, франсвильская биота), и уже достаточно сложно организованными кембрийскими . Однако установление прямого родства между отдельными группами докембрийских и кембрийских организмов всё ещё весьма проблематично. В некоторых местах ископаемые эдиакарского типа обнаруживаются ещё вплоть до середины кембрия (510—500 млн лет назад), то есть, докембрийские экосистемы продолжали существовать спустя десятки миллионов лет после «взрыва», соседствуя с типичной кембрийской фауной, подобной фауне сланцев Бёрджесс.

## История и проблематика
Первооткрывателем кембрийского взрыва был Родерик Мурчисон. Изучая окаменелости древних эпох, найденные в соответствующих отложениях, он обнаружил, что слои этих отложений разделены резкой границей. Ниже этой границы они крайне бедны биологическими останками и демонстрируют повсеместное распространение одних лишь простейших одноклеточных организмов — бактерий и водорослей, а затем, начиная с кембрийской эпохи, около 550 миллионов лет назад, внезапно обзаводятся невиданным богатством новых биологических форм.
В 1914 году американский палеонтолог Чарлз Уолкотт, занимавшийся изучением североамериканских ископаемых, ввёл понятие «липалианского» периода, не представленного в окаменелостях из-за того, что организмы того временного периода не сохранялись. Предполагалось, что именно эти несохранившиеся организмы и были предками кембрийской фауны.
В целом ранняя проблематика «кембрийского взрыва» состояла в попытках объяснить внезапное появление окаменелостей на нижней границе кембрия и их отсутствие в более древних отложениях — как свидетельствах существования или несуществования жизни в предшествующий период истории Земли.
Современный интерес к данной теме был подогрет работой Гарри Уиттингтона и его коллег, которые в 1970-х годах повторно проанализировали ряд окаменелостей из сланцев Бёрджесс и заключили, что большинство из них является останками организмов, принципиально отличных от любых ныне существующих животных (см. вендобионты). Ставшая популярной работа Стивена Гулда «Удивительная жизнь» открыла эту тему для широкой публики и вновь сделала актуальной проблему существования и природы кембрийского взрыва. Хотя и существенно расходясь в деталях, как Уиттингтон, так и Гулд предположили, что все современные типы животного царства возникли на границе кембрия почти внезапно, не будучи потомками ранее существовавшей фауны.
Некоторые исследования (в том числе непрямые), как относящиеся к 1970-м годам, так и более поздние, отмечают, что некоторые, предположительно сложные животные (например, кимберелла) могли возникнуть и до начала кембрия.

## Данные молекулярной филогенетики
По результатам исследований 1996 года были сделаны следующие выводы:
- В «семейном древе» организмов первичноротые (включая предков червей, насекомых, пауков и осьминогов) отделились от вторичноротых (включая предков птиц, рыб и зверей) около 1 млрд лет назад — вдвое раньше кембрия;
- Некоторое время спустя внутри группы вторичноротых хордовые отделились от иглокожих;

По данным другого исследования, первичноротые отделились от вторичноротых позднее — около 670 млн лет назад, а хордовые (предки птиц, рыб и зверей) отделились от иглокожих (предки морских звёзд) около 600 млн лет назад.
Анализ, проведённый в 2003 году, привёл к заключению, что первичноротые и вторичноротые разошлись ещё позднее — 582 ± 112 млн лет назад.
Исследование, опубликованное в апреле 2004, привело авторов к выводу, что последний общий предок билатеральных животных возник в интервале от 656 до 573 млн назад (в самом начале эдиакарского периода).
В исследовании ноября 2004 года делается вывод, что все три предыдущих результата были ошибочны и что первичноротые и вторичноротые разошлись гораздо раньше — между 976 ± 190 млн лет назад.

## Кембрийские ископаемые

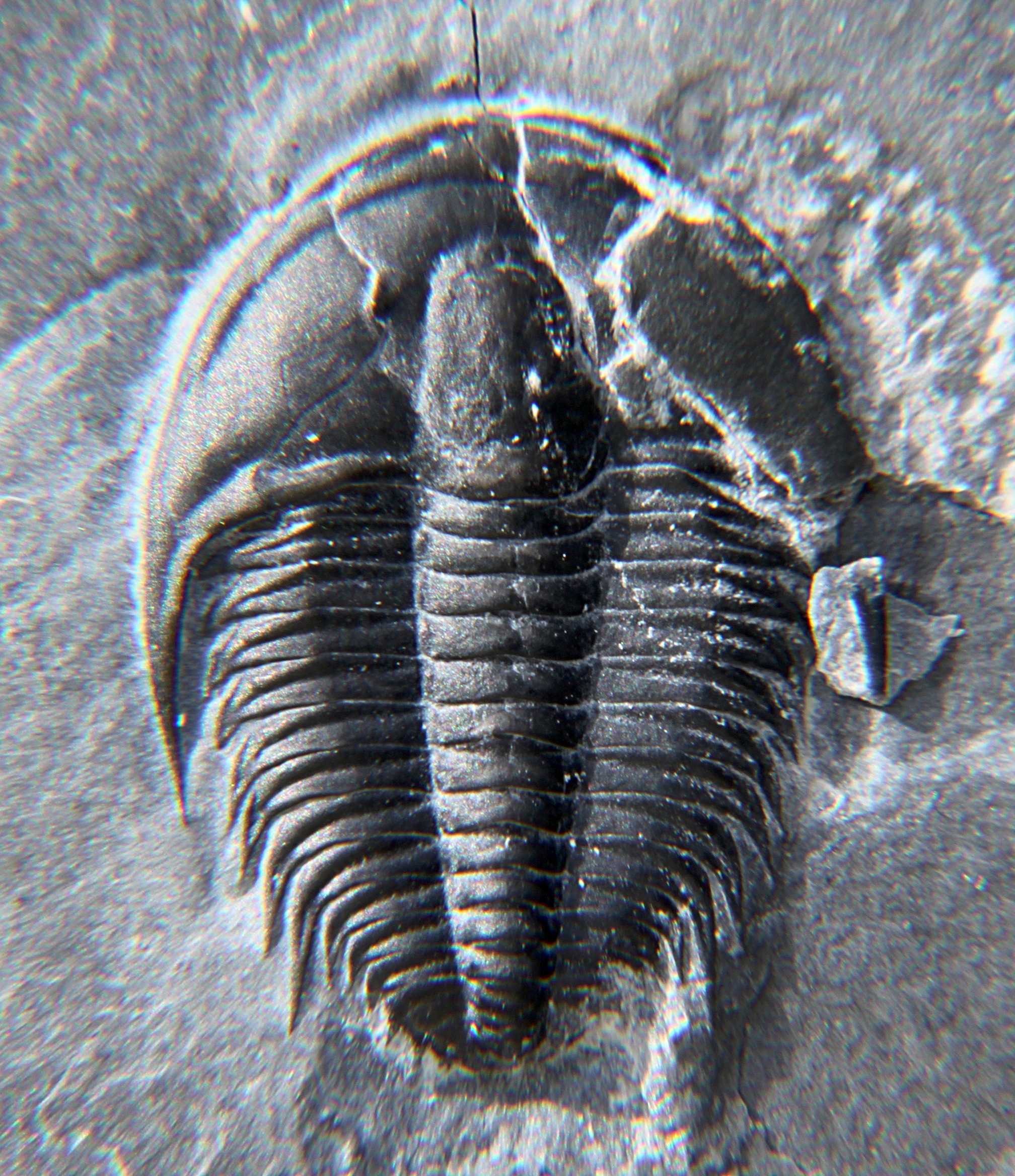
Трилобит Orygmaspis contracta

Несмотря на то, что изначально кембрийские ископаемые обнаружились в Уэльсe (Кембрийские горы, Великобритания), существует четыре основных источника кембрийских находок: Сланцы Бёрджес (Британская Колумбия, Канада), Сириус-Пассет (Гренландия), Маотяньшаньские сланцы (Юньнань, Китай), Орстен (Швеция).
В кембрийском периоде основная жизнь была сосредоточена в морях. Самые известные обитатели кембрийских морей это донные хищные панцирные трилобиты, которые обнаруживаются в отложениях, датируемых возрастом 530 млн лет. Длина их тела доходила до 1 метра. Они относились к типу членистоногих (родственники насекомых, раков и пауков). К этому типу также относят марреллу. Самым большим морским членистоногим (до 2 м в длину) считается охотник на трилобитов аномалокарис, которого относят к классу динокарид («ужасных креветок»). Также в кембрийских морях обитала гусеницеобразная галлюцигения и опабиния. Наиболее странными организмами были Pambdelurion и Kerygmachela. Их длинное тело, состоящее из мягких сегментов, с парой широких «плавников» на большинстве сегментов и парой сегментированных придатков сзади делают их схожими с аномалокаридами. При этом наружные части верхней поверхности «плавников» имели рифлёные поверхности, которые могут быть жабрами. Под каждым «плавником» имеется короткая бескостная нога. Такое строение позволяет связать их с членистоногими. Не менее загадочны рыбообразные ветуликолии, которых также по некоторым особенностям строения сближают с членистоногими. В результате кембрийского взрыва появились первые ракообразные (Ercaia)
Кембрийские моря знаменательны древнейшими известными хордовыми (ещё не имевшими челюстей). Это, в частности, хайкоуихтис и пикайя, напоминающие червеобразных рыбок

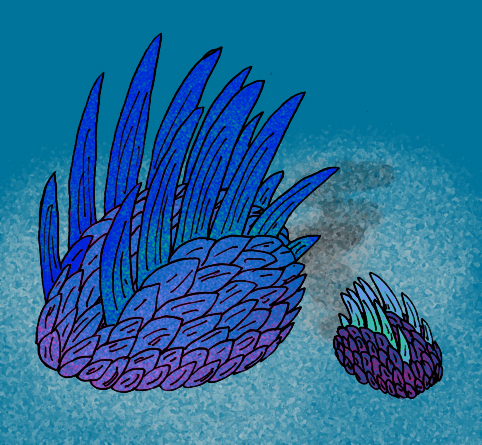
Виваксия

Кембрийская фауна широко представлена ракушками, создателями которых были как моллюски, так и плеченогие. Среди них особенно выделяются хиолиты. Они получили известность как «мелкая раковистая фауна» (англ. small shelly fossils).
Не менее широко были представлены губки, в том числе археоциаты.
Древнейшие иглокожие обнаруживаются примерно в это же время, хотя и имеются предположения о существовании иглокожих, либо их предшественников, уже в докембрии. Раннекембрийские Helicoplacus были сигароподобными вертикально стоящими созданиями длиной до 7 см. В отличие от современных иглокожих (радиально симметричных и имеющих рот в середине тела), они имели наружный спиральный пищевой жёлоб, вдоль которого пища двигалась ко рту, находящемуся сбоку.
Другими обитателями кембрийских морей были полипы, медузы (стрекающие), гребневики и черви (нематоды, приапулиды, форониды, щетинкочелюстные).
Весьма загадочна небольшая виваксия, которая имела хитиновый панцирь, состоящий из длинных вертикальных и коротких перекрывающих горизонтальных игл. Также она обладала чем-то, схожим с радулой (хитиновый зубастый «язык»), ранее наблюдавшаяся только у моллюсков. Некоторые исследователи полагают, что такие особенности приближают Wiwaxia к кольчатым червям.

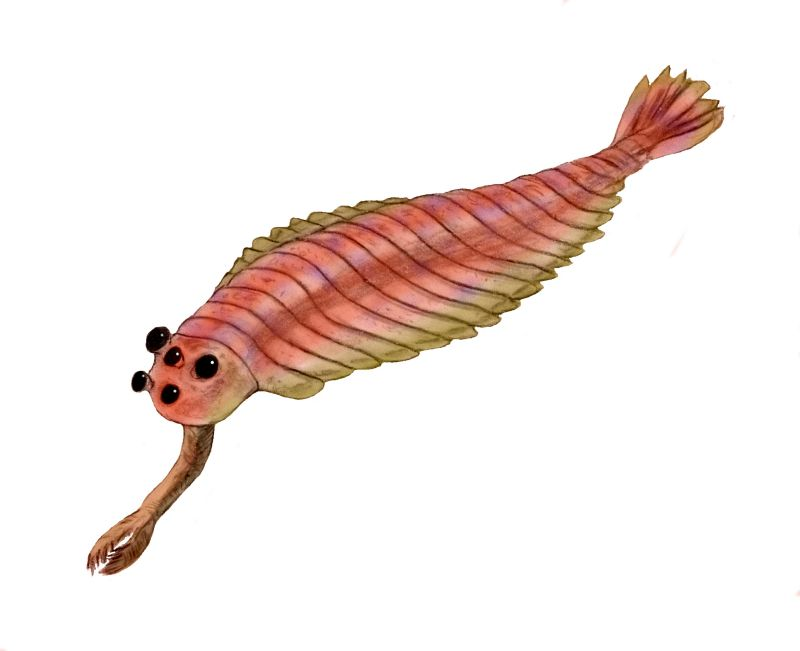
Опабиния
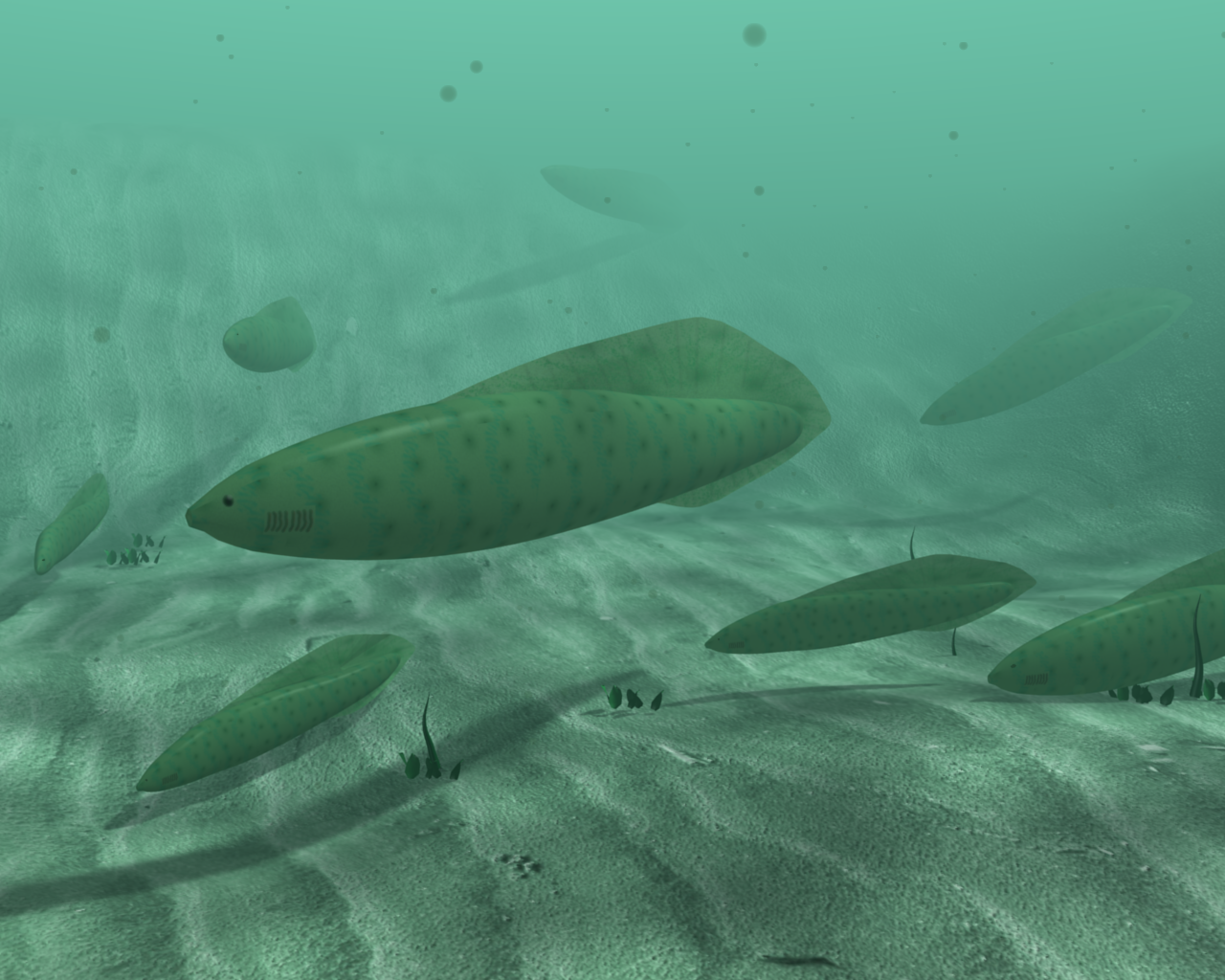
Хайкоуихтис
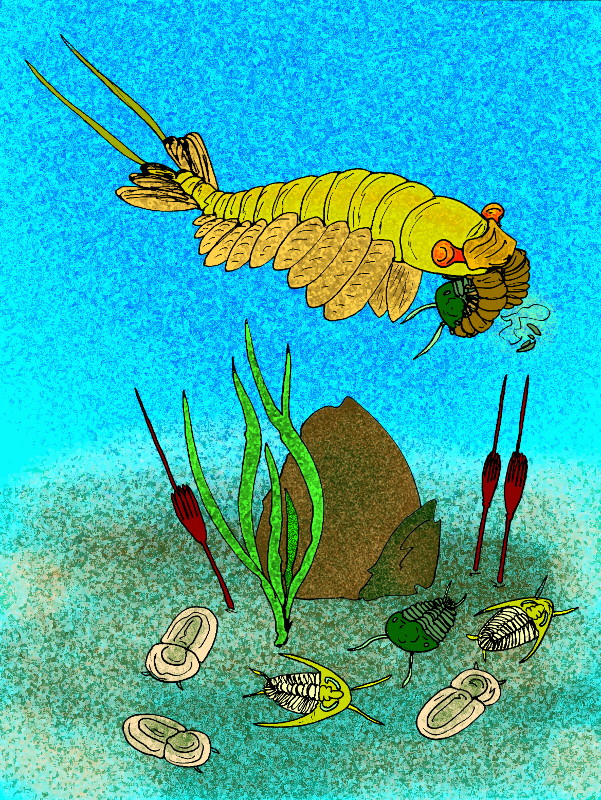
Аномалокарис
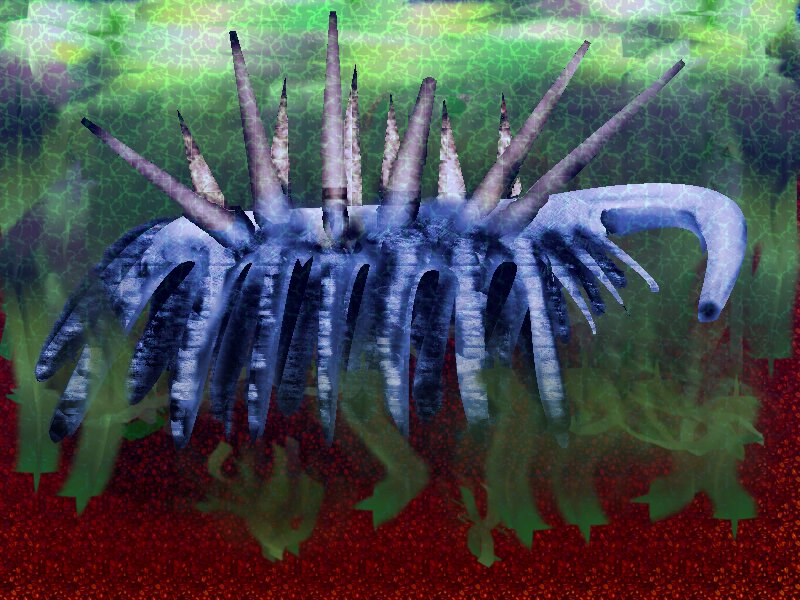
Галлюцигения
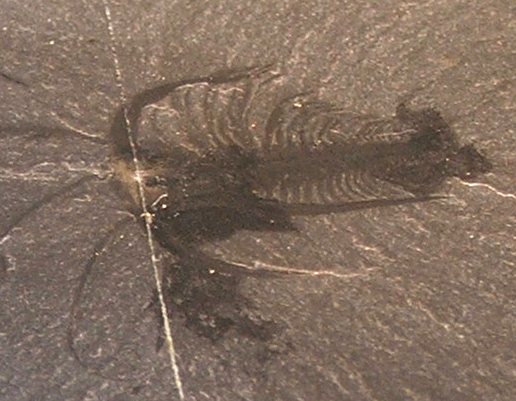
Маррелла
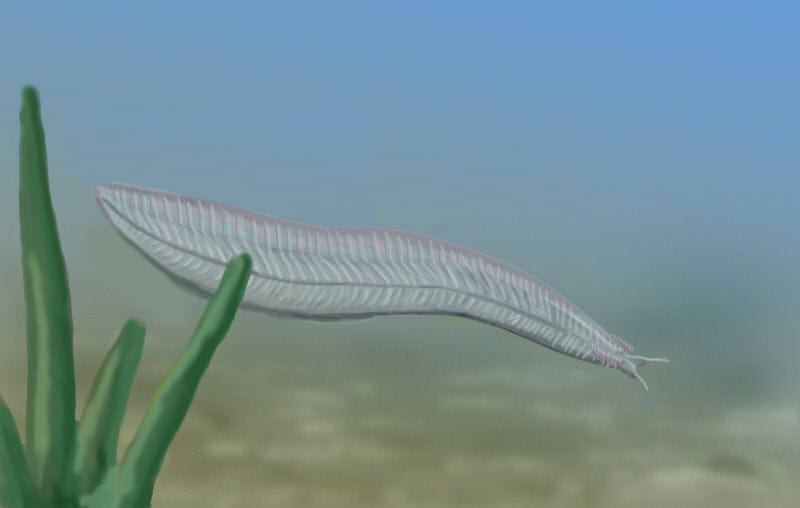
Пикайя

## Выводы
Последние находки свидетельствуют о том, что по меньшей мере некоторые трёхслойные билатеральные организмы существовали до начала кембрия: Kimberella можно рассматривать как ранних моллюсков, а царапины на скальных породах возле этих ископаемых позволяют предположить моллюскоподобный же метод питания (555 млн лет назад). По некоторым интерпретациям, трёхслойным билатеральным целомическим животным была и Vernanimalcula; в таком случае она отодвигает возникновение сложных животных ещё на 25—50 млн лет назад. Обнаружение отверстий в оболочке Cloudina также позволяет предположить наличие развитых хищников в конце эдиакарского периода. Кроме того, некоторые следы в ископаемых, относящихся к середине эдиакарского периода (около 565 млн лет назад), могли быть оставлены животными, более сложными, чем плоские черви и имеющими кожно-мускульный мешок. Удлинённый и сегментированный билатерий Yilingia spiciformis, возможно, родственный панартроподам или кольчатым червям, жил примерно 551—539 млн лет назад.
Задолго до этого длительный закат строматолитов (начавшийся около 1,25 млрд лет назад), говорит о раннем возникновении животных, достаточно сложных для их «обгрызания». Рост же изобилия и разнообразия шипов у акритархов в это же время приводит к выводу, что уже тогда существовали хищники, достаточно крупные для того, чтобы такая защита была необходима.
На другом конце временной шкалы, относящейся к кембрийскому взрыву, нужно отметить отсутствие в палеонтологической летописи ряда основных типов нынешней фауны вплоть до конца кембрия, а типичных палеозойских экосистем — вплоть до ордовика. Тем не менее, подавляющая часть современных типов впервые появилась в кембрии (за исключением моллюсков, иглокожих и членистоногих, возможно, возникших в эдиакарский период). Либо просто увеличилось количество видов, оставляющих явные следы в палеонтологической летописи, предки которых существовали в докембрии, но их остатки до нас не дошли, либо ещё не найдены.
При более близком изучении обнаруживается другой сюрприз — некоторые современно выглядящие[прояснить] животные, например раннекембрийские ракообразные, трилобиты и иглокожие, находятся в более ранних отложениях, чем некоторые «дяди» или «пра-дяди» ныне живущих групп, не оставившие прямых потомков. Это может являться результатом разрывов и вариаций формирования ископаемых отложений, либо означать, что предки современных организмов эволюционировали в разное время и, возможно, с разной скоростью.

## Возможные причины «взрыва»
Несмотря на то, что довольно сложные трёхслойные животные существовали (возможно, задолго) до кембрия, эволюционное развитие в раннем кембрии представляется исключительно быстрым. Предпринималось множество попыток объяснить причины подобного «взрывного» развития.

### Изменения окружающей среды

#### Рост концентрации кислорода
Самая ранняя атмосфера Земли вообще не содержала свободного кислорода. Тот кислород, которым дышат современные животные — как содержащийся в воздухе, так и растворённый в воде — является продуктом миллиардов лет фотосинтеза, главным образом — микроорганизмов (таких как цианобактерии). Примерно 2,5 миллиарда лет назад концентрация кислорода в атмосфере резко возросла. До этого времени весь вырабатываемый микроорганизмами кислород полностью тратился на окисление элементов с высоким сродством к кислороду, таких как железо. Пока не произошло их полное связывание на суше и в верхних слоях океана, в атмосфере существовали лишь локальные «кислородные оазисы».
Нехватка кислорода могла длительное время препятствовать развитию крупных сложных организмов. Проблема состоит в том, что количество кислорода, которое животное может абсорбировать из окружающей среды, ограничено площадью поверхности (лёгких и жабр у наиболее сложных животных; кожи — у более простых). Количество же кислорода, требуемое для жизнедеятельности, определяется массой и объёмом организма, которые по мере увеличения размеров растут быстрее, чем площадь. Рост концентрации кислорода в воздухе и в воде мог ослаблять или вовсе устранять это ограничение.
Впрочем, достаточное количество кислорода для существования крупных животных (вендобионтов) присутствовало уже в эдиакарский период. Однако дальнейший рост концентрации кислорода (между эдиакарским и кембрийским периодами) мог предоставить организмам дополнительную энергию для производства веществ (таких как коллаген), необходимых для развития принципиально более сложных структур тела, в том числе — используемых для хищничества и защиты от него.
Повышение уровня кислорода, приведшее к «кембрийскому взрыву», могло быть вызвано предшествовавшим тому эпизодом тектоники плит и в результате него вулканической деятельности (во время формирования суперконтинента Гондвана).

#### Земля-снежок
Существуют многочисленные доказательства того, что в позднем неопротерозое (включая ранний эдиакарский период) Земля подвергалась глобальному оледенению, в ходе которого бо́льшая часть её была покрыта льдом, а температура поверхности была близка к точке замерзания даже на экваторе. Некоторые исследователи указывают, что это обстоятельство может быть тесно связано с кембрийским взрывом, поскольку самые ранние из известных ископаемых относятся к периоду вскоре после конца последнего полного оледенения.
Однако довольно трудно указать причинно-следственную связь таких катастроф с последующим ростом размеров и сложности организмов. Возможно, низкие температуры увеличивали концентрацию кислорода в океане — его растворимость в морской воде растёт почти вдвое при падении температуры с +30 °C до 0 °C.

#### Изменение изотопного состава углерода
В отложениях на границе докембрия и кембрия наблюдается очень резкое снижение, а вслед за ним — необычно сильные колебания соотношения изотопов углерода 13C/12C в течение всего раннего кембрия.
Многие учёные предполагали, что исходное падение связано с массовым вымиранием непосредственно перед началом кембрия. Можно также предположить, что вымирание само стало следствием предшествовавшего распада клатратов метана. Широко известно, что эмиссия метана и последующее насыщение атмосферы диоксидом углерода вызывает глобальный парниковый эффект, сопровождающийся различными экологическими катастрофами. Подобная картина (резкое падение соотношения 13C/12C с последующими колебаниями) наблюдалась в триасе, когда жизнь восстанавливалась после массового Пермского вымирания.
Ряд исследователей предполагал, что каждое кратковременное снижение доли 13C/12C в раннем кембрии представляет высвобождение метана, которое, благодаря вызванному им небольшому парниковому эффекту и повышению температуры, приводило к росту морфологического разнообразия.

### Анатомические объяснения

#### Возникновение системы билатерального развития

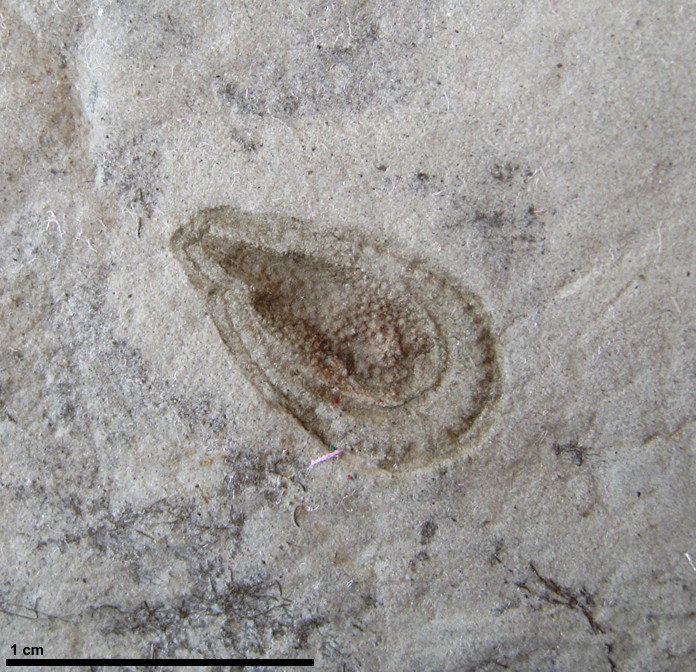
Отпечаток кимбереллы — эдиакарского организма, предположительно имевшего билатеральную симметрию. Иногда считается примитивным моллюском с неминерализованной органической раковиной.

Гомеозисные гены (хокс-гены, англ. Hox genes) — группа регуляторных генов, которые включают и выключают «рабочие» гены в различных частях тела, и тем самым управляют формированием анатомической структуры организма. Очень схожие хокс-гены обнаруживаются в геноме всех животных — от стрекающих (например, медуз) до людей. При этом позвоночные имеют 4 набора хокс-генов, в то время как все остальные животные обходятся единственным набором.
Хокс-гены у различных групп животных столь схожи, что, к примеру, можно трансплантировать человеческий ген «формирования глаз» в эмбрион дрозофилы, что приведёт к формированию глаза — но это будет глаз дрозофилы, благодаря активации соответствующих «рабочих» генов. Отсюда видно, что наличие сходного набора хокс-генов вовсе не означает анатомического сходства организмов (раз одни и те же хокс-гены могут управлять формированием столь разных структур, как глаза человека и насекомого). Поэтому возникновение подобной системы могло повлечь резкий рост разнообразия — как морфологического, так и таксономического.
Поскольку одни и те же хокс-гены управляют дифференциацией всех известных билатеральных организмов, эволюционные линии последних должны были разойтись до того, как у них начали образовываться какие-либо специализированные органы. Таким образом, «последний общий предок» всех билатеральных организмов должен был быть небольшим, анатомически простым и, вероятнее всего, подверженным полному разложению без сохранения в окаменелостях. Это обстоятельство делает его обнаружение крайне маловероятным. Однако целый ряд организмов эдиакарской фауны, например кимберелла, возможно, имел билатеральное строение тела, насколько это позволяют судить их отпечатки. Таким образом, подобная система развития могла возникнуть, по меньшей мере, за несколько десятков миллионов лет до кембрийского взрыва. В этом случае для объяснения «взрыва» необходимы какие-то дополнительные причины.
При этом для большинства организмов эдиакарской биоты (так называемых вендобионтов) была характерна либо радиальная (Arkarua, «диски»), либо не встречающаяся у ныне живущих групп скользящая симметрия, при которой правые и левые сегменты тела смещены друг относительно друга (наподобие двух половинок застежки-молнии), либо же определить характер симметрии на имеющемся палеонтологическом материале затруднительно (сприггина, которой разные исследователи приписывают то билатеральную, то скользящую симметрию).

#### Развитие полового размножения
Организмы, не использующие половое размножение, изменяются очень слабо. У большинства организмов, имеющих половое размножение, потомок получает примерно по 50 % своих генов от каждого родителя. Это означает, что даже небольшой рост сложности генома способен породить множество вариаций строения и формы тела. Большая часть биологической сложности, вероятно, возникает благодаря действию относительно простых правил на большом числе клеток, функционирующих как клеточные автоматы (примером такого эффекта служит конвеевская игра «Жизнь», где сложные формы и сложное поведение демонстрируются клетками, действующими по исключительно простым правилам).
Возможное появление полового размножения или его существенное развитие в период кембрийского взрыва для очень примитивных и похожих существ может означать то, что существовала возможность их межвидового и более далёкого скрещивания. Это резко увеличивало изменчивость. Лишь с развитием генома появляются по настоящему изолированные виды, не скрещивающиеся с другими. Пример современных существ такого рода — кораллы.

#### Колея развития
Некоторые учёные предполагают, что по мере усложнения организмов на эволюционные изменения общего строения тела накладываются вторичные изменения в сторону лучшей специализации его сложившихся частей. Это снижает вероятность прохождения естественного отбора новыми классами организмов — из-за конкуренции с «усовершенствованными» предками. В итоге, по мере складывания общего (на уровне таксономического класса) строения, формируется «колея развития», а пространственная структура тела «замораживается».
 Соответственно, формирование новых классов происходит «легче» на ранних стадиях эволюции основных клад, а их дальнейшая эволюция идёт на более низких таксономических уровнях. Впоследствии автор этой идеи указывал, что такое «замораживание» не является основным объяснением кембрийского взрыва.

Окаменелости, которые могли бы подтвердить эту идею, неоднозначны. Отмечено, что вариации организмов одного класса зачастую наиболее велики на самых первых стадиях развития клады. Например, некоторые кембрийские трилобиты сильно варьировали по количеству грудных сегментов, причём впоследствии подобное разнообразие существенно снизилось. Однако обнаружено, что образцы силурийских трилобитов обладают столь же высокой вариативностью строения, что и раннекембрийские. Исследователи предположили, что общее снижение разнообразия связано с экологическими или функциональными ограничениями. Например, можно ожидать меньшей вариативности числа сегментов после того, как у трилобитов (напоминавших современную мокрицу) сформировалось выпуклое строение тела, являющееся эффективным способом его защиты.

### Экологические объяснения
Такие объяснения сосредоточены на взаимодействии между различными видами организмов. Некоторые из подобных гипотез имеют дело с изменениями пищевых цепей; другие рассматривают гонку вооружений между хищниками и жертвами, которая могла вызвать эволюцию жёстких частей тела в раннем кембрии; ещё какое-то число гипотез сосредоточено на более общих механизмах коэволюции (наиболее известен более поздний пример коэволюции цветковых растений с насекомыми-опылителями).

#### «Гонка вооружений» междухищниками и жертвами
Хищничество по определению предполагает гибель жертвы, в силу чего оно становится сильнейшим фактором и ускорителем естественного отбора. Давление на жертв в направлении лучшей адаптации должно быть более сильным, чем на хищников — поскольку, в отличие от жертвы, хищник имеет шанс сделать новую попытку (эта асимметрия известна как принцип «жизнь против обеда» — хищник рискует потерей только обеда, в то время как жертва рискует жизнью).
Однако имеются свидетельства (например — окаменелости колючих акритархов, а также отверстия, проделанные в оболочке клаудинид) того, что хищничество присутствовало задолго до начала кембрия. Поэтому маловероятно, что оно само по себе стало причиной кембрийского взрыва, хотя и имело сильное влияние на анатомические формы возникших при этом организмов.

#### Появление фитофагов
Стэнли (1973) предположил, что появление 700 млн лет назад простейших (одноклеточных эукариот), «обгладывающих» микробные маты, крайне расширило пищевые цепи и должно было привести к росту разнообразия организмов. Однако, сегодня известно, что «обгладывание» возникло более 1 млрд лет назад, а угасание строматолитов началось около 1,25 млрд лет назад — задолго до «взрыва».

#### Рост размеров и разнообразия планктона
Геохимические наблюдения чётко показывают, что общая масса планктона стала сравнима с нынешней уже в раннем протерозое. Однако до кембрия планктон не вносил существенного вклада в питание глубоководных организмов, поскольку их тела были слишком малы для быстрого погружения на морское дно. Микроскопический планктон поедался другим планктоном или разрушался химическими процессами в верхних слоях моря задолго до проникновения в глубоководные слои, где мог бы стать пищей для нектона и бентоса (плавающие организмы и обитатели морского дна соответственно).
В составе же ранних кембрийских ископаемых был обнаружен мезозоопланктон (зоопланктон средних размеров, различимый невооружённым глазом), который мог отфильтровывать микроскопический планктон (главным образом, фитопланктон — планктонную «растительность»). Новый мезозоопланктон мог служить источником останков, а также выделять экскременты в форме капсул, достаточно крупных для быстрого погружения — они могли быть пищей для нектона и бентоса, вызывая рост их размеров и разнообразия. Если же частицы органики достигали морского дна, в результате последующего захоронения они должны были повышать концентрацию кислорода в воде при одновременном снижении концентрации свободного углерода. Другими словами, появление мезозоопланктона обогатило глубокие участки океана как пищей, так и кислородом, и, тем самым, сделало возможным появление и эволюцию более крупных и разнообразных обитателей морских глубин.
Наконец, возникновение среди мезозоопланктона фитофагов могло сформировать дополнительную экологическую нишу для более крупных мезозоопланктонных хищников, чьи тела, погружаясь в море, вели к дальнейшему его обогащению пищей и кислородом. Возможно, первыми хищниками среди мезозоопланктона были личинки донных животных, чья дальнейшая эволюция стала результатом общего роста хищничества в морях эдиакарского периода.

#### Множество пустых ниш
Джеймс Валентайн в нескольких работах сделал следующие предположения: резкие изменения в строении тела являются «затруднительными»; изменения имеют гораздо больше шансов на существование, если они встречают слабую (или вовсе не встречают) конкуренцию за ту экологическую нишу, на которую они нацелены. Последнее необходимо, чтобы новый тип организмов имел достаточно времени для адаптации к своей новой роли.
Это обстоятельство должно приводить к тому, что реализация основных эволюционных изменений гораздо более вероятна на начальных стадиях формирования экосистемы — из-за того, что последующая диверсификация заполняет почти все экологические ниши. В дальнейшем, несмотря на то, что новые типы организмов продолжают возникать, нехватка пустых ниш препятствует их распространению в экосистеме.
Модель Валентайна хорошо объясняет факт уникальности кембрийского взрыва — почему он случился только один раз и почему его длительность была ограничена.